# Campionat de Catalunya de futbol 1931-1932
La temporada 1931-32 del Campionat de Catalunya de futbol fou la trenta-tresena edició de la competició. Fou disputada la temporada 1931-32 pels principals clubs de futbol de Catalunya.

## Primera Categoria

### Classificació final
| Pos | Equip              | PJ | PG | PE | PP | GF | GC | DG  | Pts | Classificació |
| --- | ------------------ | -- | -- | -- | -- | -- | -- | --- | --- | ------------- |
| 1   | FC Barcelona (C)   | 14 | 11 | 1  | 2  | 43 | 12 | +31 | 23  | Campió        |
| 2   | CE Espanyol        | 14 | 10 | 0  | 4  | 52 | 17 | +35 | 20  |               |
| 3   | CE Júpiter         | 14 | 8  | 2  | 4  | 33 | 22 | +11 | 18  |               |
| 4   | CE Sabadell        | 14 | 6  | 2  | 6  | 24 | 22 | +2  | 14  |               |
| 5   | FC Badalona        | 14 | 5  | 2  | 7  | 17 | 28 | −11 | 12  |               |
| 6   | FC Palafrugell (O) | 14 | 3  | 4  | 7  | 13 | 39 | −26 | 10  | Promoció      |
| 7   | FC Martinenc (O)   | 14 | 4  | 0  | 10 | 25 | 51 | −26 | 8   | Promoció      |
| 8   | Catalunya FC (R)   | 14 | 2  | 3  | 9  | 17 | 33 | −16 | 7   | Promoció      |

La primera categoria s'expandeix a 8 equips. L'adveniment de la República provocà que l'Espanyol perdés el títol de Reial. L'CE Europa i el Gràcia es fusionaren, creant el Catalunya FC, tot i que mantingueren els seus propis equips en categoria amateur.
El FC Barcelona es proclamà campió. Palafrugell, Martinenc i Catalunya hagueren de disputar la promoció.

### Resultats finals
- Campió de Catalunya: FC Barcelona
- Classificats per Campionat d'Espanya: FC Barcelona, CE Espanyol i CE Júpiter
- Descensos: Catalunya FC
- Ascensos: UE Sants

## Segona Categoria
La Segona Categoria Preferent passà aquesta temporada de 15 a 16 equips, que es dividiren en dos grups. Durant la temporada, l'Associació d'Alumnes Obrers abandonà la pràctica del futbol i el club es convertí en CS Vilanova.
Grup A
| Pos | Equip           | PJ | PG | PE | PP | GF | GC | DG  | Pts | Classificació   |
| --- | --------------- | -- | -- | -- | -- | -- | -- | --- | --- | --------------- |
| 1   | UE Sants (C)    | 14 | 9  | 2  | 3  | 36 | 11 | +25 | 20  | Campió          |
| 2   | FC Santboià     | 14 | 7  | 4  | 3  | 30 | 21 | +9  | 18  | Promoció ascens |
| 3   | FC Vilafranca   | 14 | 7  | 3  | 4  | 31 | 22 | +9  | 17  | Promoció ascens |
| 4   | UE Sant Andreu  | 14 | 8  | 1  | 5  | 30 | 20 | +10 | 17  |                 |
| 5   | Reus Deportiu   | 14 | 7  | 0  | 7  | 22 | 23 | −1  | 14  |                 |
| 6   | Club Gimnàstic  | 14 | 5  | 3  | 6  | 20 | 27 | −7  | 13  |                 |
| 7   | CS Vilanova (R) | 14 | 3  | 2  | 9  | 16 | 37 | −21 | 8   | Descens         |
| 8   | FC Güell        | 14 | 2  | 1  | 11 | 17 | 41 | −24 | 5   |                 |

Grup B
| Pos | Equip               | PJ | PG | PE | PP | GF | GC | DG  | Pts | Classificació   |
| --- | ------------------- | -- | -- | -- | -- | -- | -- | --- | --- | --------------- |
| 1   | Terrassa FC         | 14 | 8  | 4  | 2  | 28 | 14 | +14 | 20  | Promoció ascens |
| 2   | UA Horta            | 14 | 9  | 2  | 3  | 31 | 17 | +14 | 20  | Promoció ascens |
| 3   | Granollers SC       | 14 | 8  | 3  | 3  | 28 | 21 | +7  | 19  |                 |
| 4   | FC Ripollet         | 14 | 6  | 4  | 4  | 30 | 27 | +3  | 16  |                 |
| 5   | Iluro SC            | 14 | 6  | 4  | 4  | 34 | 21 | +13 | 13  | (-3)            |
| 6   | Girona FC           | 14 | 4  | 2  | 8  | 21 | 29 | −8  | 11  | (+1)            |
| 7   | CE Manresa          | 14 | 2  | 4  | 8  | 10 | 30 | −20 | 8   |                 |
| 8   | Atlètic de Sabadell | 14 | 0  | 3  | 11 | 9  | 32 | −23 | 3   |                 |

Arran dels incidents en el partit Girona-Iluro, el Comitè de Competició fallà a favor dels gironins atorgant-los un punt més, mentre que sancionà els maresmencs amb tres punts menys. Terrassa i Horta disputaren una eliminatòria de desempat per decidir el campió del grup B:
| Equip 1     | Global | Equip 2    | Anada | Tornada |
| ----------- | ------ | ---------- | ----- | ------- |
| FC Terrassa | 4-3    | UA d'Horta | 3-1   | 1-2     |

La UE Sants i el FC Terrassa es proclamaren campions de grup i s'hagueren d'enfrontar per decidir el campionat de Segona Categoria Preferent. També s'enfrontaren Vilafranca i Granollers (els dos tercers de grup) per decidir una plaça per al campionat de promoció:
| Equip 1       | Global | Equip 2       | Anada | Tornada |
| ------------- | ------ | ------------- | ----- | ------- |
| FC Terrassa   | 4-7    | UE Sants      | 2-2   | 2-5     |
| Granollers SC | 1-7    | FC Vilafranca | 1-2   | 0-5     |

La Unió Esportiva de Sants es proclamà campiona de Catalunya de Segona Categoria Preferent. El FC Vilafranca aconseguí la plaça per al campionat de promoció.
Els tres darrers classificats de primera (Palafrugell, Martinenc i Catalunya) i els cinc primers de segona (Sants, Terrassa, Horta, Santboià i Vilafranca) disputaren la lliga de promoció per tres places a la màxima categoria.

| Pos | Equip              | PJ | PG | PE | PP | GF | GC | DG  | Pts | Classificació |
| --- | ------------------ | -- | -- | -- | -- | -- | -- | --- | --- | ------------- |
| 1   | UE Sants (O, P)    | 14 | 9  | 1  | 4  | 27 | 19 | +8  | 19  | Ascens a 1a   |
| 2   | FC Palafrugell (O) | 14 | 9  | 1  | 4  | 24 | 21 | +3  | 19  | Roman a 1a    |
| 3   | FC Martinenc (O)   | 14 | 7  | 4  | 3  | 38 | 20 | +18 | 18  | Roman a 1a    |
| 4   | FC Santboià        | 14 | 7  | 3  | 4  | 29 | 22 | +7  | 17  |               |
| 5   | Terrassa FC        | 14 | 5  | 6  | 3  | 35 | 30 | +5  | 16  |               |
| 6   | FC Vilafranca      | 14 | 4  | 3  | 7  | 22 | 25 | −3  | 11  |               |
| 7   | UA Horta           | 14 | 2  | 5  | 7  | 23 | 31 | −8  | 9   |               |
| 8   | Catalunya FC (R)   | 14 | 0  | 3  | 11 | 12 | 42 | −30 | 3   | (Nota)        |

El FC Palafrugell i el FC Martinenc aconseguiren mantenir la categoria, i la UE Sants ascendí ocupant la plaça que fins aleshores tenia el Catalunya FC.

## Tercera Categoria
Aquesta temporada no es disputà el Campionat de Segona Categoria Ordinària com els anys anteriors. Tots els clubs que no disputaren les dues primeres categories, aquesta temporada disputaren el Campionat de Catalunya Amateur, que fins a la temporada anterior corresponia a la quarta categoria del futbol català. Hi participaren destacats clubs com: Gràcia FC, FC Argentona, UE Poble Sec, Polo Jockey Club, Ateneu Igualadí, CE Europa, Sant Cugat Sport FC, Mollet SC, FC Santfeliuenc, CD Torrassenc o UE Poble Nou.
En el campionat de Barcelona el campió fou el FC Amateur de Blanes, que vencé al Sant Cugat Sport FC a semifinals per 3 a 0 i al CD Margarit, campió de la ciutat de Barcelona, a la final per 11 a 0.
La Unió Esportiva Figueres es proclamà campiona de Girona, el FC Amposta de Tarragona i el Tàrrega SC de Lleida.
El FC Amateur de Blanes es proclamà campió de Catalunya amateur en derrotar el Tàrrega SC a la final:
| FC Amateur de Blanes | 2 - 1 | Tàrrega SC |
| -------------------- | ----- | ---------- |
|                      |       |            |

 Camp de Les Corts, Barcelona
Cinc equips que van jugar a Segona Ordinària en temporades anteriors, van jugar un Torneig Classificatori, per dues places a la categoria superior. La classificació final fou: Sant Cugat Sport FC 7 punts, UE Poble Nou 5 punts, Mollet SC 5 punts, FC Artiguense 2 punts, UE Poble Sec 1 punt. Sant Cugat Sport FC assolí la primera plaça en disputa. El Blanes, campió amateur, demanà la segona plaça en disputa, però la Federació decidí finalment que fos per al vencedor d'un partit entre Mollet i Poble Nou, que guanyà el Mollet SC per 3 a 2.